# هپی بند (آرکانزاس)
هپی بند (به انگلیسی: Happy Bend) یک منطقهٔ مسکونی در ایالات متحده آمریکا است که در شهرستان پوپ، آرکانزاس واقع شده‌است. هپی بند ۹۶٫۹۳ متر بالاتر از سطح دریا واقع شده‌است.